# Tarányi Ferenc
Nyírlaki Tarányi Ferenc Mihály József (Pusztaszentlászló, Zala vármegye, 1878. október 16. – Nyírlak, Zala vármegye, 1945. április 21.), Zala vármegye főispánja, nagybirtokos, nemzetgyűlési képviselő (1920-1922) és (1922-1926), felsőházi tag, Zala vármegye törvényhatósági bizottsági tag, elnöke a Zalavármegyei Gazdasági Egyesületnek és Nemesi Választmányának, tagja az Országos Magyar Gazdasági Egyesület igazgató-választmányának, alelnöke a Magyar Szőlősgazdák Országos Egyesületének, tagja a Gazdák Biztosító Szövetkezete felügyelőbizottságának. A magyar legitimizmus egyik zalai képviselője; több ízben közvetítő szerepet vállalt a legitimista zalai keresztény párti körök és a Bethlen-kormány között.

## Családja és származása

A nyírlaki Oszterhuber család címere

A zalai római katolikus nemesi származású nyírlaki Osterhuber családnak a sarja, amely 1868-ban királyi engedélyt kapott, hogy felvehessék a kihalt Tarányi családnak a nevét. Apja idősebb nyirlaki Tarányi Ferenc (1837-1927), Zala vármegye nemesi alapitványi választmányának elnöke, földbirtokos, anyja báró Riefel Mária (1856-1928) volt. Az anyai nagyszülei báró Riefel Ede (1819–1895), cs. és kir. őrnagy és az arany érdemkereszt tulajdonosa, és Horváth Gabriella voltak. Az apai nagyszülei nyirlaki Tarányi Mihály (1794-1876), tapolcai alszolgabíró, és nagymádi és várbogyai Bogyay Amália (1810-1893) úrnő voltak. A nagyapjának az egyik testvére nyirlaki Tarányi-Oszterhuber József (1792-1869), Zala vármegye alispánja, táblabírája volt, akinek a neje kehidai Deák Klára (1793-1859), Deák Ferenc nővére; a másik nagyapjának a fivére, nyírlaki Tarányi Ferenc (1803–1887), veszprémi nagyprépost, veszprémi kanonok volt. Tarányi Ferenc apai nagyapja, Mihály, eredetileg az "Oszterhuber" vezetéknevet viselte; 1868. augusztus 10.-én I. Ferenc József magyar király megengedte a névváltoztatást, valamint a "nyirlaki" nemesi előnevet is adományozta Oszterhueber Györgynek, testvéreinek Oszterhuber Józsefnek, Mihálynak, és Ferencnek, akiknek az apai nagyanyja, Oszterhuber Györgyné nyirlaki Tarányi Anna (1724–1788) volt, a nyirlaki Tarányi család utolsó tagja.

## Élete
Ifjabb Tarányi Ferenc a középiskolai tanulmányait a budapesti kegyesrendi gimnáziumban tette, majd a Ferenc József-nevelőintézetben végezte. Később, a jogot a bécsi, lipcsei, genfi és budapesti egyetemen hallgatta és az utóbbin avatták az államtudományok doktorává. Ezután, Tarányi Ferenc elvégezte a magyaróvári gazdasági akadémiát is  a Deák Ferenc nevét viselő hitbizományi birtokán gazdálkodott hosszú ideig és élénk részt vett Zala vármegyei közéletben. Amikor az első világháború kitört, 1914-ben bevonult és Przemysl elestével hadifogságba került, ahonnan csak 1918-ban szökés útján szabadult. Hazatérése után, századossá léptették elő, és több kitüntetést szerzett. A proletárdiktatúra ellen nagy agitációt fejtett ki és részt vett a májusi csabrendeki ellenforradalomban is. Még a diktatúra alatt megkezdte a zalai nép szervezését és 1919. augusztus 2-án és Peidl-kormány ellen újból lángra lobbantotta az ellenforradalmat. A nemzetgyűlésbe a zalaszentgróti kerület küldötte be egyhangú választással Keresztény Egyesüléspárti programmal. Később a pártból kilépett s a disszidensekhez csatlakozott. 1919. szeptember 11-én a Zalavármegyei Gazdasági Egyesület elnökévé választotta dr. Tarányi Ferencet, mivel pár hónappal korábban elhunyt Hertelendy Ferenc a volt egyesületi elnök, aki 1898 óta töltötte be azt a tisztséget. Tarányi Ferenc egészen haláláig, 26 évig volt az egyesületi elnök.
A Tanácsköztársaság megbukása után, 1920-ban az első, és 1922-ben, a második nemzetgyűlésen a Keresztény Gazdasági Párt programjával a zalaszentgróti kerületet képviselte; főleg földművelési és közigazgatási kérdésekkel foglalkozott. A második nemzetgyűlési választások alkalmával, régi kerülete 1412 szótöbbséggel választotta meg a keresztény ellenzéki Fangler Bélával szemben. Kolbenschlag Béla zalai főispánt 1922 végén a belügyminiszter mentette fel és helyébe Tarányit nevezték ki. 1922. december 19-től 1926. augusztus 14-ig Zala vármegye főispánja volt; a legitimista új főispán kinevezésének aktusa látványos kereszténypárti erődemonstrációvá vált. Alig 10 nappal a zalai főispáni kinevezése után, 1922. december 29-én, a kormányzó a belügyminiszter előterjesztésére dr. Maróthy Lászlót, Vas vármegye főispánját, ez állásától buzgó és eredményes szolgálatainak elismerése mellett saját kérelmére felmentette és dr. Tarányi Ferencet, Zala vármegye főispánját Vas vármegye főispánjává nevezte ki. A Zalamegyei főispáni installáció 1923. január 4.-én zajlott le Zalaegerszegen. 1926-ban lemondott: Tarányi Ferenc hivatalosan 1926. szeptember 14.-ig töltötte be a Zala vármegyei főispáni tisztséget és ez idő alatt pártatlanságával és úri modorával nagy népszerűséget szerzett.
1926-ban zajlott az egyik legutolsó nyilvános párbaj az országban, annak ellenére, hogy a törvény tiltotta; boldogfai Farkas Kálmán, felsőbagod földbirtokos, a volt zalaszentgróti főszolgabíró, azzal vádolta Tarányi Ferenc főispánt, hogy a vörös hadseregben szolgálattételre jelentkezett a Tanácsköztársaság alatt. 1926. február 10-én reggel nyírlaki Tarányi Ferenc (1878-1945) Zala vármegye főispánjával pisztolypárbajozott. A párbaj sebesülés nélkül végződött és utána a felek kibékültek. Farkas Kálmán fivére, dr. boldogfai Farkas Tibor (1883-1940), országgyűlési képviselő, földbirtokos, aki jó barátságban volt Tarányi Ferenc főispánnal, és egyben Zalában a legitimizmus egyik legdaliásabb képviselője volt.
A kormányzó 1928-ban közéleti érdemeinek elismeréséül a Magyar Érdemrend középkeresztjét a csillaggal adományozta részére és ezenkívül még két ízben részesült kormányzói elismerésben. A Vas vármegye élén azonban 1932 október 29-éig állott főispánjaként. Tarányi Ferenc dr. a legitimista Keresztény Gazdasági Párthoz tartozott, amely tudvalevőén akkoriban már nem vett részt a kormányzásban. Ezért nem tartotta meg Tarányi Ferenc a főispánságot. Ezután visszatért Zalába és a  mezőgazdasági, valamint a vármegye törvényhatósági életében vett részt.
1932-ben a vármegye törvényhatósága még ebben felsőházi taggá választotta meg. 1933. június 26. a felsőház költségvetési vitájában Morvav István, Mészáros István, Szeberényi Lajos, majd Tarányi Ferenc dr. zalamegyei felsőházi tag szólalt fel. Az örök legitimista Tarányi hangsúlyozta, hogy soha nem volt nagyobb az egyetértés a kis, közép és nagygazda között, mint akkoriban. Másrészt rámutatott a nyugatmagyarországi állattenyésztés súlyos helyzetére és a kormány segítségét kérte. Ezutál a miniszterelnökkel szemben kifejtette, hogy a királykérdés időszerű. E kérdést a magyar nép egy részének reálpolitikai érzéke és a külpolitikai helyzet vetette fel.
1935. június elején a Közigazgatási bizottságban elhalálozás folytán megüresedett két tagsági helyet a májusi megyegyülés Tarányi Ferenc dr. és Koller István dr. bizottsági tagokkal töltötte he. Tarányi Ferenc igy lemondott a kisgyülés második póttagságáról, Koller István pedig kisgyülési rendes tagságáról. Koller helyébe az alispán az első póttagul megválasztott Pehm József apálplébánost hivta be. Tarányi Ferenccel, zalai volt főispánnal és földbirtokossal kedves barátságot ápolt, valamint egyben hosszú ideig együtt dolgozott Koller István. Mindketten tevékeny szerepet töltöttek be a Zala vármegyei Gazdasági Egyesületben, amelynek Koller István volt az alelnöke.
Tarányi Ferenc jómódú zalai földbirtokos volt: 1935-ben összesen 3 091 kataszteri holdja, feleségének, Tarányi Ferencné báró Kende Gabriellának 2 121 kataszteri holdja volt. Néhány birtokai között a pusztaszentlászlói, a zalalövői, a söjtöri, a nyirlaki földjei találhatóak.

## Házassága és gyermekei
1906. szeptember 6-án Istvándiban, feleségül vette az ősrégi nemesi származású kölcsei Kende családból való  kölcsei báró Kende Gabriella (Túristvándi, 1887. január 27.–Budapest, 1978. február 25.), akinek a szülei kölcsei báró Kende Zsigmond (1853–1932), császári és királyi kamarás, és kopacseli Boér Ilona (1865–1933) voltak. Kölcsei Kende Zsigmond, nagybirtokos, 1916. december 30-án bárói cimet szerzett adományban IV. Károly magyar királytól. Tarányi Ferencné báró Kende Gabriellának az apai nagyszülei kölcsei Kende Gusztáv (1818–1887), Szatmár vármegye alispánja, bányatörvényszéki elnök, földbirtokos, és szopori Skultéty Terézia (1820–1914) voltak; az anyai nagyszülei kopacseli Boér Gusztáv (1832–1894), földbirtokos, és Forinyák Erzsébet (1840–1879) voltak. A Fogaras vármegyéből származó nemesi kopacseli Boér családnak az ősei Boér Miklós, János, Ferenc, valamint István és András 1659. szeptember 15-én magyar címeres nemeslevelet szereztek I. Lipót magyar királytól. Tarányi Ferenc és Kende Gabriella házasságából négy leánygyermek született:
- Tarányi Ilona (1907–1968). Férje: erdődi gróf Pálffy József (Görz, Osztrák Tengermellék, Ausztria, 1904. március 3. – Baden bei Wien, Ausztria, 1988. július 11.) magyar földbirtokos, országgyűlési képviselő.
- Tarányi Erzsébet. Férje: gróf Wodzicki Lajos
- Tarányi Mária Gabriella. Férje szemerei Szemere László (1898–1985)
- Tarányi Margit (Nyírlakpuszta, 1914. július 6.–Budapest, 1957. március 9.).[29] férje: dr. Szentpály Gábor (1903-1996)